# Harnett County
Harnett County ist ein County im Bundesstaat North Carolina der Vereinigten Staaten. Im Jahr 2000 hatte das County 91.025 Einwohner und eine Bevölkerungsdichte von 59 Einwohnern pro Quadratkilometer. Der Verwaltungssitz (County Seat) ist Lillington, das nach Alexander Lillington benannt wurde, einem Patrioten im Amerikanischen Unabhängigkeitskrieg.

## Geographie
Das County liegt etwas südwestlich des geographischen Zentrums von North Carolina und hat eine Fläche von 1557 Quadratkilometern, wovon 16 Quadratkilometer Wasserfläche sind. Es grenzt im Uhrzeigersinn an folgende Countys: Wake County, Johnston County, Sampson County, Cumberland County, Moore County, Lee County und Chatham County.
Harnett County ist in 13 Townships aufgeteilt: Anderson Creek, Averasboro, Barbecue, Black River, Buckhorn, Duke, Grove, Hectors Creek, Johnsonville, Lillington, Neills Creek, Stewarts Creek und Upper Little River.

## Geschichte
Harnett County wurde am 7. Februar 1855 aus Teilen des Cumberland County gebildet. Benannt wurde es nach Cornelius Harnett, einem Patrioten im Amerikanischen Unabhängigkeitskrieg und Mitglied im Kontinentalkongress.

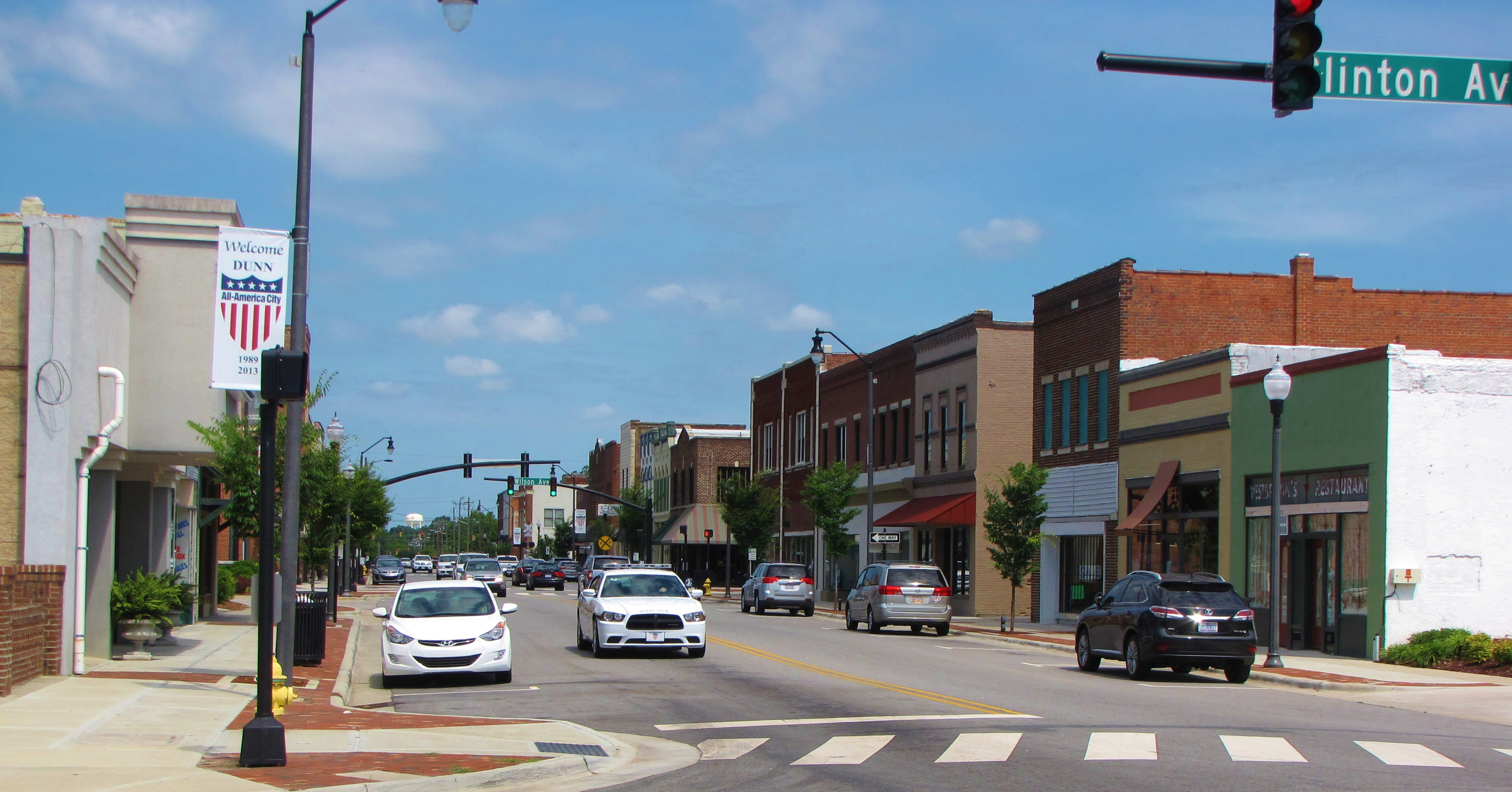
Der Dunn Commercial Historic District (2014) ist einer von 16 Einträgen des Countys im National Register of Historic Places.

16 Bauwerke und Stätten des Countys sind insgesamt im National Register of Historic Places eingetragen (Stand 3. März 2018).

## Demografische Daten
Nach der Volkszählung im Jahr 2000 lebten im Harnett County 91.025 Menschen. Davon wohnten 2.887 Personen in Sammelunterkünften, die anderen Einwohner lebten in 33.800 Haushalten und 24.099 Familien. Die Bevölkerungsdichte betrug 59 Einwohner pro Quadratkilometer. Ethnisch betrachtet setzte sich die Bevölkerung zusammen aus 71,13 Prozent Weißen, 22,50 Prozent Afroamerikanern, 0,87 Prozent amerikanischen Ureinwohnern, 0,65 Prozent Asiaten, 0,07 Prozent Bewohnern aus dem pazifischen Inselraum und 3,21 Prozent aus anderen ethnischen Gruppen; 1,57 Prozent stammten von zwei oder mehr Ethnien ab. 5,86 Prozent der Bevölkerung waren spanischer oder lateinamerikanischer Abstammung.
Von den 33.800 Haushalten hatten 36,0 Prozent Kinder unter 18 Jahren, die bei ihnen lebten. 53,2 Prozent davon waren verheiratete, zusammenlebende Paare, 13,5 Prozent waren allein erziehende Mütter und 28,7 Prozent waren keine Familien. 23,3 Prozent waren Singlehaushalte und in 8,5 Prozent lebten Menschen mit 65 Jahren oder älter. Die Durchschnittshaushaltsgröße betrug 2,61 und die durchschnittliche Familiengröße war 3,07 Personen.
27,0 Prozent der Bevölkerung waren unter 18 Jahre alt. 10,6 Prozent zwischen 18 und 24 Jahre, 32,1 Prozent zwischen 25 und 44 Jahre, 19,9 Prozent zwischen 45 und 64, und 10,4 Prozent waren 65 Jahre alt oder älter. Das Durchschnittsalter betrug 32 Jahre. Auf alle weibliche Personen kamen 97,4 männliche Personen. Auf alle Frauen im Alter von 18 Jahren oder darüber kamen 95,0 Männer.
Das jährliche Durchschnittseinkommen eines Haushalts (Median) betrug 35.105 US-$, das jährliche Durchschnittseinkommen einer Familie 41.176 $. Männer hatten ein durchschnittliches Einkommen von 30.265 $, Frauen 22.283 $. Das Prokopfeinkommen betrug 16.775 $. 14,9 Prozent der Bevölkerung und 11,3 Prozent der Familien lebten unterhalb der Armutsgrenze. Darunter waren 17,2 Prozent der Einwohner unter 18 Jahren und 19,4 Prozent der Einwohner im Alter von 65 Jahren oder darüber.